# Стен (ураган)
Ураган Стен (англ. Hurricane Stan) — невеликий, але один із найсмертоносніших тропічних циклонів Атлантики у 2005 році. 18-й за рахунком тропічний шторм і 11-й ураган в рекордному в сезоні атлантичних ураганів 2005 року.

## Метеорологічна історія
17 вересня 2005 року з західного узбережжя Африки в Атлантичний океан вийшла велика, але слабоінтенсивна тропічна хвиля теплого повітря. До 22 вересня в області хвилі з'явилися ознаки конвективної системи, проте різкі зрушення вітру на шляху прямування не давали їй змогу нарощувати свою інтенсивність. Ситуація кардинально змінилася через кілька днів, коли атмосферний фронт увійшов в акваторію Карибського моря: відсутність зрушень вітру і тепла поверхня моря стали основними причинами швидкої організації конвекції повітряних мас.
1 жовтня атмосферне збурення набуло ознак спірального обертання, після чого Національний центр прогнозування ураганів США (NHC) класифікував циклон як 20-ту за рахунком тропічну депресію в сезоні атлантичних ураганів 2005 року. Центр поводження повітряних мас при цьому перебував приблизно у 215 кілометрах на південний схід від мексиканського муніципалітету Косумель.
Перебуваючи біля підніжжя постійнодіючого Азорського антициклону, депресія рухалася на захід — північний захід, протягом декількох годин посилившись до рівня тропічного шторму за шкалою класифікації Саффіра — Сімпсона й діставши від NHC чергове власне ім'я «Стен».
Приблизно о 10 ранку за всесвітнім координованим часом шторм досяг суші в районі Пунта-Хуалаксток (Мексика) в 55 км на південь від Тулума, стійка швидкість вітру при цьому становила 65 км/год. Протягом наступних 18 годин циклон перетнув півострів Юкатан і ослаб до рівня тропічної депресії. Однак після виходу 3 жовтня в акваторію Мексиканської затоки атмосферне збурення реорганізувало центр обертання повітряних і мас і знову піднялося до рівня тропічного шторму.
У той час над західною частиною Мексиканської затоки стояв аномально сильний антициклон, тому після виходу в затоку Кампече тропічний шторм Стен не пішов на континентальну частину США, а розгорнув вектор свого руху на південний схід, назад до мексиканського кордону.
Наприкінці доби 3 жовтня Національний центр прогнозування ураганів США випустив метеозведення, у якому із 49%-вою імовірністю прогнозувалося посилення шторму до рівня тропічного урагану. Через 12 годин циклон справдив прогнози метеорологів, посилившись до урагану 1-ї категорії безпосередньо перед другим контактом із сушею. Центр обертання циклону при цьому сформували незвично глибокі атмосферні потоки.
Близько 12 години за всесвітнім координованим часом ураган обрушився на берегову лінію в районі Пунта-Рока-Партід зі стійкою швидкістю вітру в 130 км/год і тиском в центрі спіралі в 732,81 мм рт. ст. Через короткий час тропічний циклон підійшов до гірської місцевості в центральній частині Мексики і швидко розвіявся над територією штату Оахака.

## Підготовка
Частина стотисячного населення регіону Сьєрра-де-лос-Тукстлас, яка проживала на узбережжі Мексиканської затоки, була евакуйована ще до підходу тропічної стихії. У штаті Веракрус були майже повністю евакуйовані міста Тлакоталпан і Катемако.

## Наслідки
У країнах Карибського басейну ураган Стен залишив в середньому 500 міліметрів опадів, що викликало сильні повені, зсуви і стало причиною знищення врожаю сільськогосподарських культур у Мексиці, Гватемалі, Сальвадорі, Нікарагуа, Гондурасі й Коста-Риці.
Сотні людей були оголошені зниклими безвісти. Повний і точний список загиблих вже неможливо скласти внаслідок швидкого розкладання тіл в селевих потоках. Більшість загиблих людей складають колишні жителі гватемальського села Панаба (ісп. Panabaj) департаменту Солола, геть знищеної тропічною стихією.

### Мексика
У фазі тропічного шторму Стен приніс на територію півострова Юкатан проливні дощі. Проте людських смертей Мексиці при першому контакті циклону із сушею вдалося уникнути. При другому контакті із сушею тропічна стихія взяла своє. До підходу до гірської системи Південна Сьєрра-Мадре циклон у фазі тропічного урагану перетнув із заходу перешийок Теуантепек і вдерся на територію штатів Оахака і Чіяпас, викликавши сильні проливні дощі й зсуви. У прикордонному з Гватемалою місті Тапачула вийшла з берегів річка, що призвело до масштабної повені, яка зруйнувала більшість будинків і всі 20 мостів, що ведуть до міста, у результаті чого Тапачула виявився доступним для федеральних сил тільки повітрям. Низка територій у Сьєрра-Норте-де-Пуебла штату Пуебла опинилися під водою, троє людей загинули в районі Хочіапулко-Хілл.
Міністерство внутрішніх справ Мексики оголосило надзвичайний стан у п'яти штатах країни: Чьяпас, Ідальго, Оахака, Пуебла і Веракрус. Згідно із заявою президента Мексики, країна зазнала збитків у 20 мільярдів песо.

### Гондурас
Сильні дощі, викликані ураганом Стен у Гондурасі, стали причиною шести смертей і привели до загального збитку в 100 мільйонів доларів США.